# رادتشه
رادتشه (بالإنجليزية: Radeče)‏ هي مستوطنة تقع في سلوفينيا في .[بحاجة لمصدر] يقدر عدد سكانها بـ 2,168 نسمة ومساحتها 52.0 كم2 .